# 北京語言大学

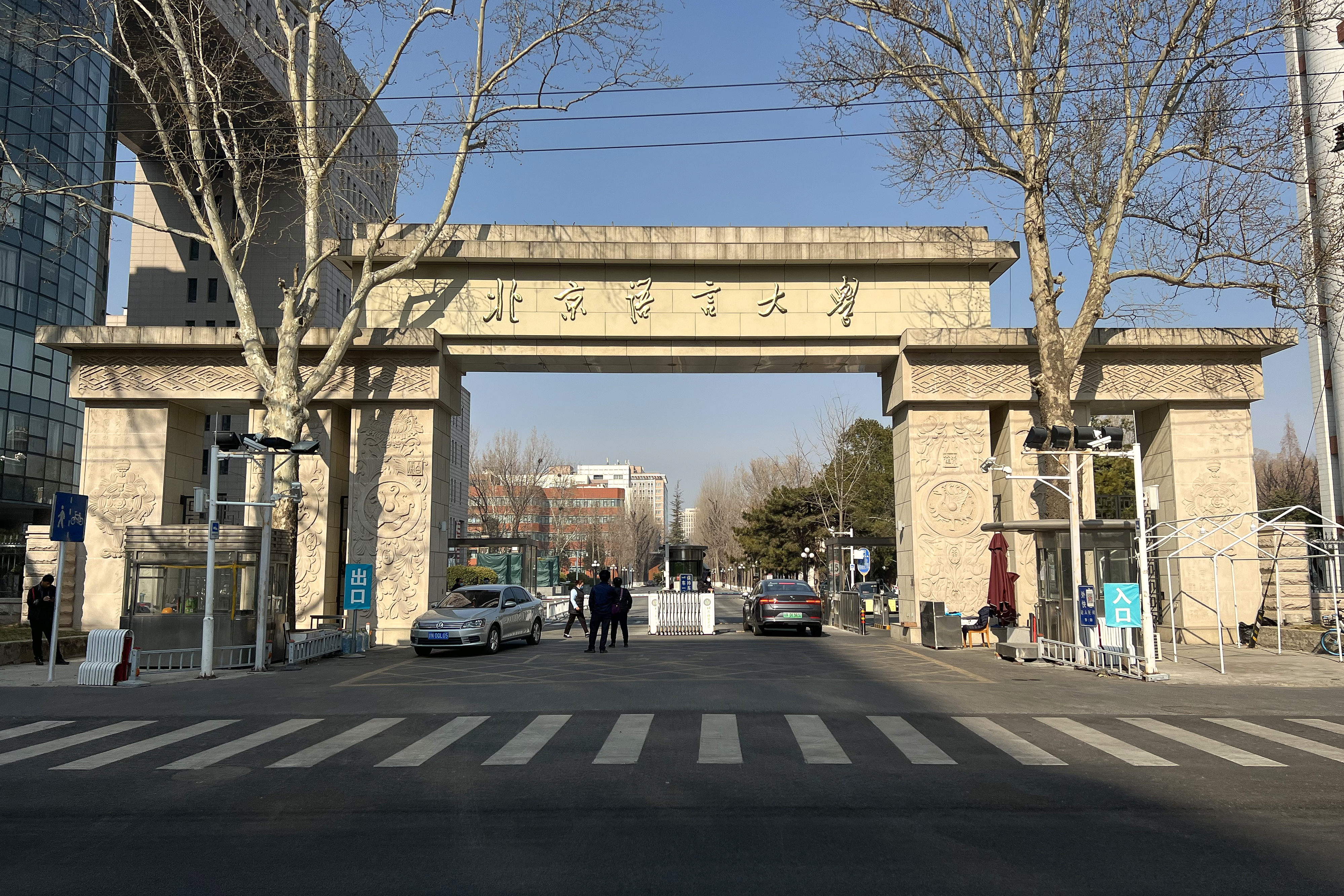
南門

北京語言大学（ペキンごげんだいがく、英語: Beijing Language and Culture University、公用語表記: 北京语言大学）は、中国北京市海淀区に本部を置く中国の国立大学。1962年創立、1962年大学設置。大学の略称は北語（英語:BLCU）。
中国教育部直属の国家重点大学のひとつ。

## 概要
北京語言大学は16の学部専攻、24の修士課程、9の博士課程が設置されており、そのうち国家重点学科が1ヵ所、北京市重点学科が2ヵ所、教育部指定の大学人文社会科学の重点研究拠点が1ヵ所設けられている。北京語言学院（当時　単科大学を学院と称する）が前身で、外国人向け中国語教育で中国最高峰の名門大学である。このため国連をはじめ国際機関の職員、各国の民間企業のエリート職員が多数学ぶ国際色の豊かな大学である。
中国最高峰の外国語大学である北京外国語大学と発祥をともにしている。北京外国語大学の前身である北京外国語学院の位置は本校にあたる。
その後、1996年に北京語言文化大学と改名し、2002年より今の校名に至る。北京大学や清華大学などの国家重点大学がひしめく中関村エリアの北京市海淀区学院路15号、ちょうど学院路と成府路の交差したところにある。
世界各国からの留学生も多く、大学構内には外国人留学生の嗜好に合わせたスーパーや飲食店、スポーツジム、ボウリングセンター、カラオケなどもあり、外国人にとって充実した設備が整う。2015年4月に、現地4年間でも卒業資格を得られる初めての海外分校である北京語言大学東京校を日本・東京都豊島区に開設する。
北京語言学院の校題は1974年に毛沢東によって書かれており、当時の正門ではその字で学校名が掲げられていた。

## 略史

### 学校設立まで
- 1950年、後の学校設立に関わる教育者たちが清華大学で東欧交換生中国語文専修班を開設する。
- 1952年、外国留学生中国語文専修班として北京大学に編入される。
- 1961年、北京外国語学院（後の北京外国語大学）に編入される。

### 学校設立後
- 1962年、外国留学生高等予備学校を創立。
- 1964年、北京語言学院に名称変更。
- 1966年、文化大革命により停校となる。
- 1972年、学校が再開される。同時に現在の住所へと移転する。
- 1976年、留学生の為の漢語本科課程が開設され、25名の留学生が入学する。
- 1985年、語言文学部が設置され、対外漢語教学科が開設される。
- 1993年、漢語学部、語文系拡建成文化学部、漢語速成学部、成人教育学部、外国語学部などに再編する。
- 1996年、北京語言文化大学に名称変更。
- 2002年、現在の北京語言大学に名称変更。
- 2015年、4月、北京語言大学東京校を東京都豊島区に開校する。

## 学部・学科・付属研究所など

### 学部
- 漢語学部
- 漢語速成学部
- 外国語学部
- 人文学部
- 情報科学学部
- 国際商学部
- 中国語学部（東京校）

### 付属研究所
- 漢語水平考試中心 : HSK（中国版中国語検定試験）を実施している。

## 歴代校長
- 王亦山（1962 - 1974）
- 苏 林（1974 - 1979）
- 温建平（1979 - 1983）
- 吕必松（1983 - 1989）
- 杨庆华（1989 - 1999）
- 曲德林（1999 - 2005）
- 崔希亮（2005 - 2017）
- 刘 利（2017-）

## 出身者
- 洪磊 - 中華人民共和国外交部報道局報道官
- カシムジョマルト・トカエフ - カザフスタン大統領[1]
- カリム・マシモフ - カザフスタン首相[1]
- カルロス・ミゲル・ペレイラ・エルナンデス - 在中華人民共和国キューバ大使、駐日キューバ大使
- ムラトゥ・テショメ - エチオピア大統領[1]
- ゾマホン・ルフィン - タレント
- アドゴニー・ロロ - ベナン共和国出身のタレント、俳優、外交官。
- オークワフィナ

## ギャラリー
- 東門から見た主楼
- 主楼
- 逸夫楼
- 校園 - 體育館
- キャンパス
- 校内
- 南門
- 南門横のレストラン街
- 西門
- 下校中の学生達
- 東京都豊島区にある東京校